# Sahachiro Hata
Pour les articles homonymes, voir Hata.

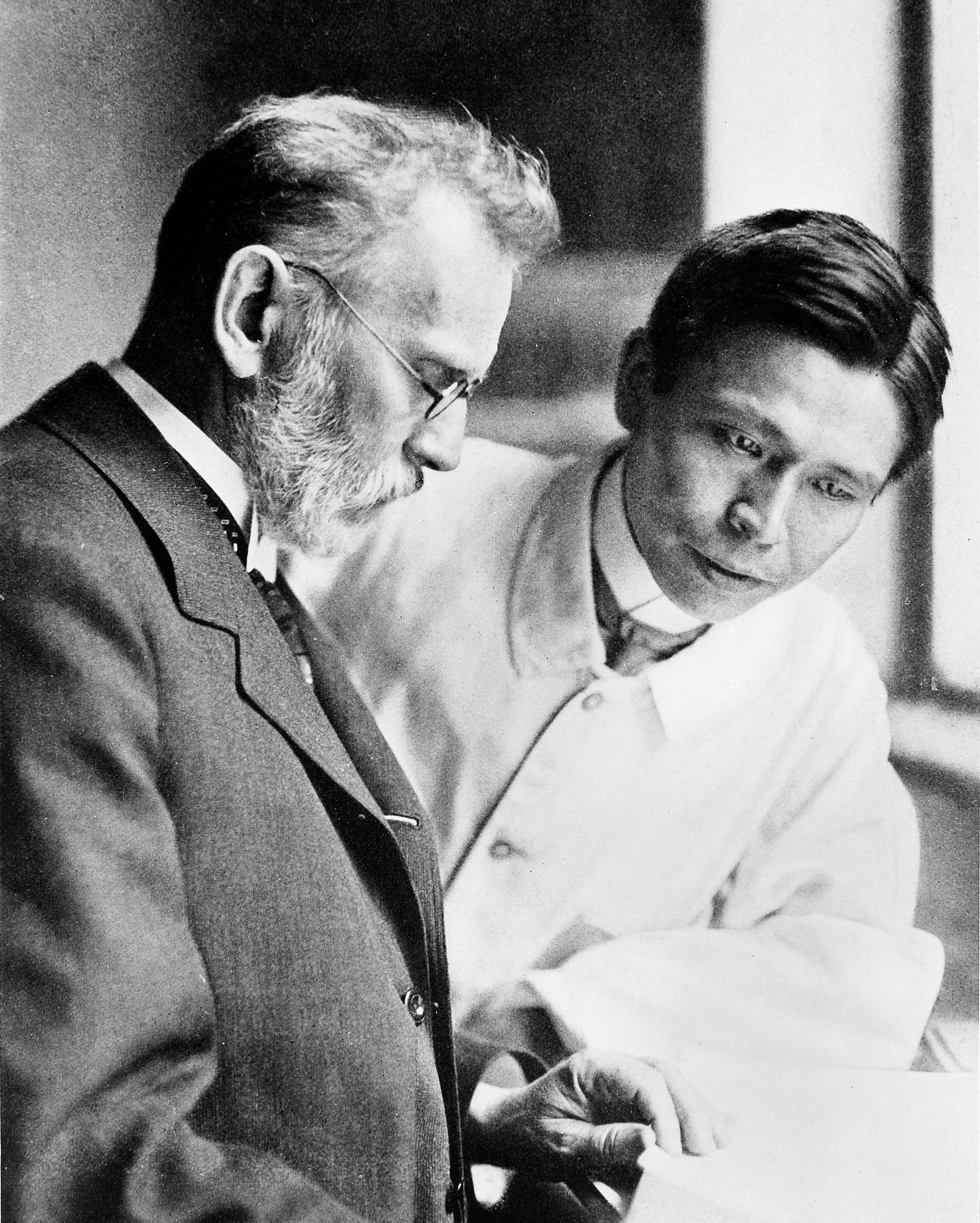
Sahachiro Hata en compagnie de Paul Ehrlich

Sahachiro Hata (秦 佐八郎 (Hata Sahachirō), 23 mars 1873 – 22 novembre 1938) est un bactériologiste japonais, collaborateur de Paul Ehrlich, le père de la chimiothérapie moderne, avec qui il a découvert le Salvarsan.

## Biographie
Hata naquit dans le village de Tsumo, district de Mino à Shimane, qui fait maintenant partie de la ville de Masuda, et il fit ses études médicales à Kyoto. Il étudia les maladies épidémiques à Tokyo sous les ordres de Shibasaburo Kitasato au futur Institut Kitasato pour l'étude des maladies infectieuses, et plus tard l'immunologie à l'Institut Robert Koch de Berlin. En Allemagne, il profita de l'occasion pour s'ouvrir à la chimiothérapie à l'Institut allemand national de thérapeutique expérimentale de Francfort, où il aida Paul Ehrlich à découvrir l'arsphénamine, composé arsenical dérivé de l'atoxyl d'Antoine Béchamp, qui se révéla efficace contre la syphilis. L'arsphénamine fut également nommée 606, parce qu'elle était le 606e produit essayé par Ehrlich, mais elle est restée universellement connue sous son nom commercial de Salvarsan.
Après son retour au Japon, Sahachiro Hata contribua à fonder l'Institut Kitasato, maintenant université, dont il devint directeur. Il donna également des cours à l'université Keiō.
Il fut deux fois nommé pour le Prix Nobel de médecine mais il ne le reçut jamais.